# Idioma tirax
Tirax (también conocido como Dirak o Mae) es una lengua oceánica hablada en el noreste de Malakula, Vanuatu.

## Región
El nombre Tirax se refiere a "persona del interior". La patria de los hablantes de Tirax es el interior montañoso del centro norte de Malakula, vecino de Big Nambas . Cuando los hablantes de Tirax adoptaron el cristianismo a principios del siglo XX, empezaron a migrar hacia la costa este, donde fundaron las aldeas de Mae, Rori y Bethel.

## Nombres alternativos
Los hablantes de Tirax también refiere a su idioma como resan, "idioma, lengua", o resan tirax. Tirax se llama "Dirak" por los hablantes en el noreste de Malakula.En la lista de Ethnologue, se denomina Mae. Los hablantes prefieren no usar el nombre Mae, porque también hay hablantes en las aldeas de Rori y Bethel. 

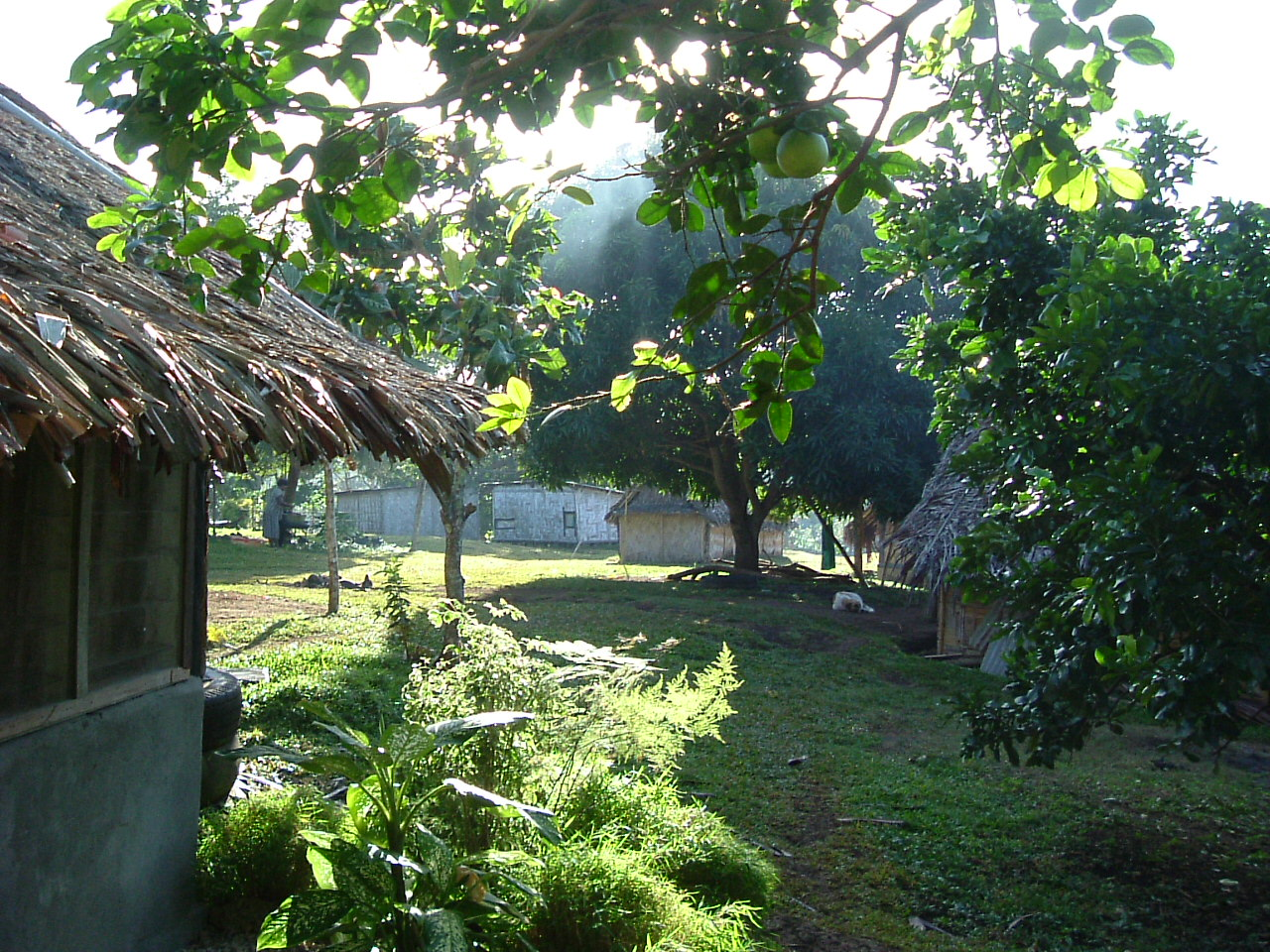
Aldea Mae

## Tipología
El tirax tiene muchas características en común con otros idiomas del norte de Vanuatu. No tiene ninguna marca de tiempo, sino «marcadores obligatorios de sujeto-modo que distinguen el modo realis del irrealis». Tiene «marcadores posesivos inalienables y alienables», con una serie de «clasificadores posesivos para la posesión alienable», incluidos marcadores específicos para la comida, la bebida y los caminos. También como otras lenguas malakula, los números tienen morfología verbal. Tirax tiene «serialización verbal nuclear, y una gama de estrategias para el enlace paratáctico. Varios procesos morfosintácticos, como la marcación del objeto y del plural, son sensibles a la animacidad del referente».

## Fonología
|           |           | bilabial/labiodental | dental/alveolar | velar | glotal |
| --------- | --------- | -------------------- | --------------- | ----- | ------ |
| oclusiva  | sorda     |                      | t               | k     |        |
| oclusiva  | sonora    | b                    | d               | g     |        |
| fricativa | sorda     |                      | s               | x     | h      |
| fricativa | sonora    | v                    |                 |       |        |
| nasal     | nasal     | m                    | n               | ŋ     |        |
| lateral   | lateral   |                      | l               |       |        |
| trino     | trino     |                      | r               |       |        |
| semivocal | semivocal | w                    |                 |       |        |

Las oclusivas sonoras son prenasaladas. /s/ y /r/ son alveolares, y los demás de la columna son dentales. Es posible que el grupo de consonantes de /d/ y /r/ en realidad sea la fonema unida /dʳ/, un dental con realización de trino.
|             | anterior | posterior |
| ----------- | -------- | --------- |
| cerrada     | i        | u         |
| semicerrada | e        | o         |
| semiabierta | ɛ        | ɔ         |
| abierta     | a        |           |

### Apicolabiales
Existan pruebas de que Tirax tenía un serie apicolabial (consonante linguolabial), probablamente prestado de big nambas. Los apicolabiales ya no existan en el sistema fonológico de tirax, sino cambió a sus contrapartidos dentales.

## Estructura narrativa
Hasta 2004, el tirax era una lengua oral; el sistema de escritura es relativamente reciente. Las narraciones en tirax muestran características estructurales no descritas hasta ahora y que no se encuentran en las narraciones escritas. Existe un dispositivo de enlace entre párrafos, denominado «cláusulas de transición». Las cláusulas de transición están asociadas a un desajuste entre los niveles prosódico y discursivo-semántico de la estructura. Y hay un pequeño conjunto de circunstancias en las que los acontecimientos de la historia se relacionan fuera del orden cronológico, lo que contradice de las teorías tradicionales de la narrativa.